# Posener Rennverein
Posener Renverein (pol. Poznańskie Towarzystwo Wyścigów Konnych) - nieistniejący klub jeździecki, założony w Poznaniu w 1879.
Klub był spadkobiercą poznańskich tradycji jeździeckich, kultywowanych od 1839 przez wielonarodowe Towarzystwo ku Ulepszaniu Hodowli Koni, Bydła i Owiec w Wielkim Księstwie Poznańskim. Członkami Posener Renverein byli jednak głównie Niemcy - ziemianie i korpus oficerski. W 1912, na 430 członków, tylko 26 było Polakami. Byli oni tolerowani głównie dzięki dobrym wynikom w hodowli koni. Towarzystwo organizowało wyścigi konne w kilku konkurencjach, według zasad przewidzianych przez berliński Union Club. Pierwszym prezesem był von Seydlitz - właściciel Śródki koło Międzychodu. 